# Xã Eliza, Quận Mercer, Illinois
Xã Eliza (tiếng Anh: Eliza Township) là một xã thuộc quận Mercer, tiểu bang Illinois, Hoa Kỳ. Năm 2010, dân số của xã này là 419 người.